# Palmadusta
Genre
Palmadusta  est un genre de mollusques gastéropodes de la famille des Cypraeidae (« porcelaines »).

## Liste d'espèces
Selon World Register of Marine Species (26 février 2021) :
- Palmadusta androyensis Blöcher & Lorenz, 1999
- Palmadusta artuffeli (Jousseaume, 1876)
- Palmadusta asellus (Linnaeus, 1758)
- Palmadusta clandestina (Linnaeus, 1767)
- Palmadusta contaminata (G. B. Sowerby I, 1832)
- Palmadusta diluculum (Reeve, 1845)
- Palmadusta humphreyii (Gray, 1825)
- Palmadusta johnsonorum Lorenz, 2002
- Palmadusta lentiginosa (J.E. Gray, 1825)
- Palmadusta lutea (Gmelin, 1791)
- Palmadusta saulae (Gaskoin, 1843)
- Palmadusta ziczac (Linnaeus, 1758)

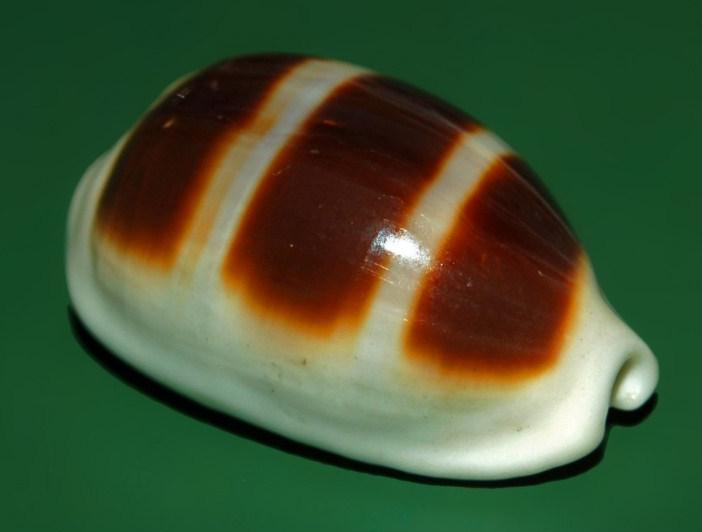
Palmadusta asellus.
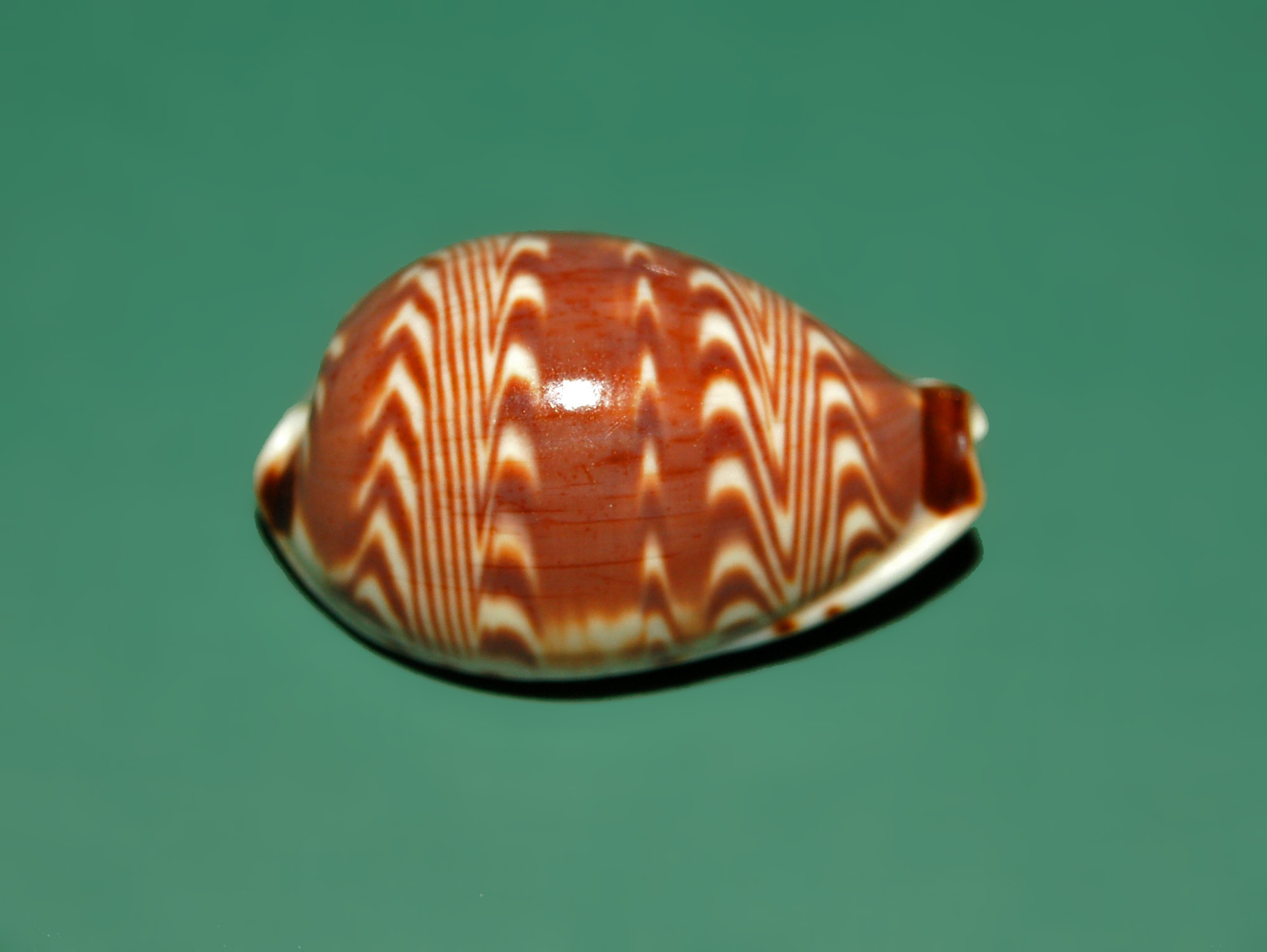
Palmadusta diluculum.
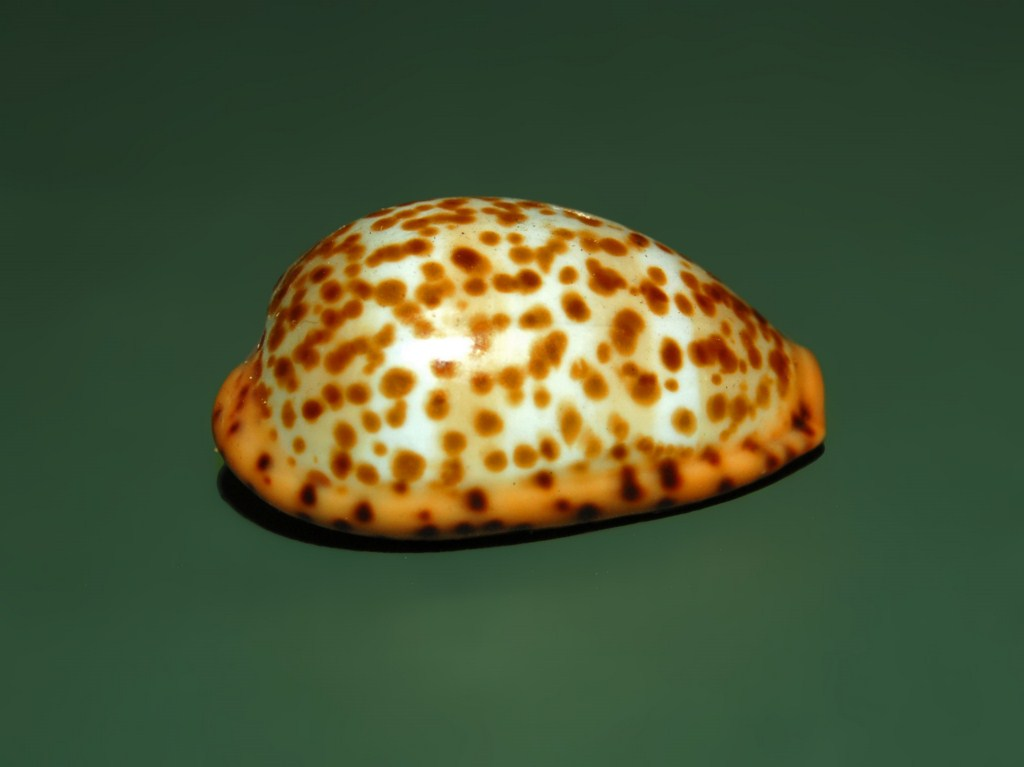
Palmadusta humphreyii.
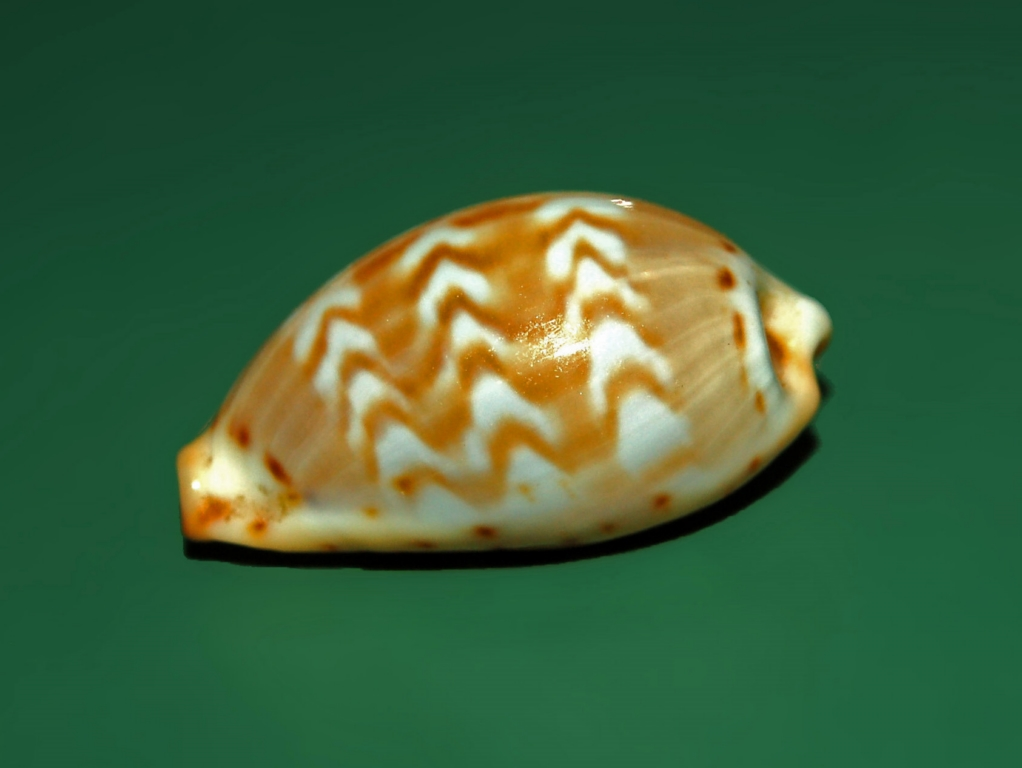
Palmadusta ziczac.

## Publication originale
- Tom Iredale, « Queensland Molluscan notes, No 2 », Memoirs of the Queensland Museum, Brisbane, Queensland Museum (d), vol. 10,‎ 1930, p. 73-88 (ISSN 0079-8835 et 2204-1478, OCLC 1362342, 985513980 et 606437228, lire en ligne).